# Archibracon atricauda
Archibracon atricauda är en stekelart som först beskrevs av Günther Enderlein 1920.  Archibracon atricauda ingår i släktet Archibracon och familjen bracksteklar. Inga underarter finns listade.